# تثبيت الخلية الكاملة
تثبيت الخلية الكاملة
تثبيت الخلية الكاملة (بالإنجليزية: Immobilized whole cell)‏ وهو نظام بديل لتثبيت الانزيم. وخلافا لتثبيط الانزيم يقام بتثيت الخلية كاملة بدلا عن الانزيم وحده. وهذه الأساليب يمكن أن تنفذ عندما الانزيمات المطلوبة هي صعبة أو مكلفة الاستخراج ومثال على ذلك الإنزيمات داخل الخلايا.

## اقرأ أيضا
- تثبيت الانزيم